# A vita nyitó szakasza
A kritikus vitáról felállított pragmadialektikai modellben a vita nyitószakasza a kritikus vita négy szakasza közül a második. Megelőzi a konfrontációs szakasz, követi az argumentációs, majd a zárószakasz. A nyitószakaszban nyilvánossá válnak a vita szerepei és az köteleződések. Cél közös pont keresése, amennyiben nincs, akkor a konfrontáció nem feloldható.
Egy ideális vita során ezek a szakaszok ebben a sorrendben követik egymást.

## A nyitószakasz funkciója
A nyitószakasz során tisztázódnak a szerepek, és felszínre kerülnek az elkötelezettségek. A felek megállapodnak a használható módszerekben, az elfogadható érvekben és bizonyítékokban. Itt dől el, hogy van-e lehetőség feloldani a véleménykülönbséget.
A nyitószakaszban megjelennek olyan beszédaktusok, amelyekkel nyilatkoznak a felek, hogy mi az, amit elfogadnak érvként vagy bizonyításként. Ilyen például a kommisszívum, ami olyan elköteleződés, mely valamit elfogad vagy elutasít, elvállal vagy egyetért vele. Kommisszívumok segítségével tudnak a vita résztvevői elköteleződni egy-egy álláspont mellett.
A vitában részt vevők szerepeinek tisztázása érdekében fontos, hogy az álláspontokat és az elkötelezettségeket világosan és pontosan meghatározzuk, és ha szükséges, akkor a vita során újra és újra tisztázzuk.
Az elköteleződéseket a vita folyamán felül kell vizsgálni. Amennyiben az állításokról kiderül, hogy tévesek vagy tarthatatlanok, fel kell adni, illetve vissza kell vonni az elkötelezettségek közül. Emellett a szempontok megváltoztatására is lehetőség van az elhangzottak alapján, de ezeket a módosításokat nyilvánossá kell tenni.

## Elköteleződés
Az álláspont mellett való elköteleződés szabályai a nyitószakaszban:
A partnerek saját álláspontjának védelme kötelező, ha a másik fél igényt tart rá. 
Azok az álláspontok, melyek elhangzottak vállalnunk kell. Amennyiben ezt megszegjük, azzal áthárítjuk a bizonyítás kényszerét. 
Bizonyítás kötelezősége szabály
- (Rossz) tekintélyérvelés (Ad verecundiam)
- Nem tudásra apellálás (Ad ignorantiam)

Egy álláspont támadása a másik fél álláspontjának támadása kell, hogy legyen. 
A vita bármelyik szakaszában fontos az álláspontok torzulásának kivédése. 
Álláspont szabály
- Szalmabáb: nem az eredeti, hanem torzított álláspont támadása
- Árnyékbokszolás: a torzított álláspont védelme

A vita alatt folyamatosan figyelemmel kell kísérni a vitapartner állásfoglalását alátámasztó érveket. Előfordulhat, hogy kétségek merülnek fel a résztvevők vélekedésében, vagy illegitim változtatás. Ilyenkor érdemes tisztázni a felek elköteleződését, mivel az álláspont észrevétlen megváltoztatása vagy éppen váltogatása meggátolja a vita céljának elérését, azaz a helyes álláspont kiderítését.